# Live at the Royal Albert Hall (album de The Cinematic Orchestra)
Pour les articles homonymes, voir Live at the Royal Albert Hall.
Live at the Royal Albert Hall est un album de The Cinematic Orchestra enregistré en public au Royal Albert Hall, salle londonienne séculaire, le 2 novembre 2007. Il est paru sur le label Ninja Tune le 7 avril 2008.

## Liste des titres
1. All That You Give
2. Child Song
3. Flite
4. Familiar Ground
5. To Build A Home
6. Prelude
7. Breathe
8. Man With The Movie Camera
9. Time & Space